# Прапор Сахарської Арабської Демократичної Республіки
Державний прапор Сахарської Арабської Демократичної Республіки  — прийнятий 27 лютого 1976 року. Уряд Марокко вважає Західну Сахару частиною своєї території.

## Опис і символіка
Прапор Сахарської Арабської Демократичної Республіки, який спочатку використовувався Фронтом Полісаріо, на відміну від інших прапорів світу є перевернутим. Основними кольорами прапора є чорний, білий, зелений, червоний. Прапор складається з трьох вертикальних смуг, в правій частині розташований червоний рівносторонній трикутник, одна з сторін якого збігаються з правою стороною прапора. У центральній білій смузі знаходиться зображення червоного місяця з зіркою. У прапорі використано панарабські кольори, що символізують зв'язок з ісламом.
Кольори мають таке значення:
- Чорний колір символізує смерть.
- Білий колір уособлює світ.
- Зелений колір символізує життя.[1]

## Інші прапори
Оскільки приналежність Західної Сахари оскаржується Марокко, то на підконтрольних їй територіях використовується прапор Марокко.